# Hôpital Schöpf-Merei
L'hôpital Schöpf-Merei (en hongrois : Schöpf-Merei Kórház) est un édifice situé dans le 9e arrondissement de Budapest.